# Femöresvagn

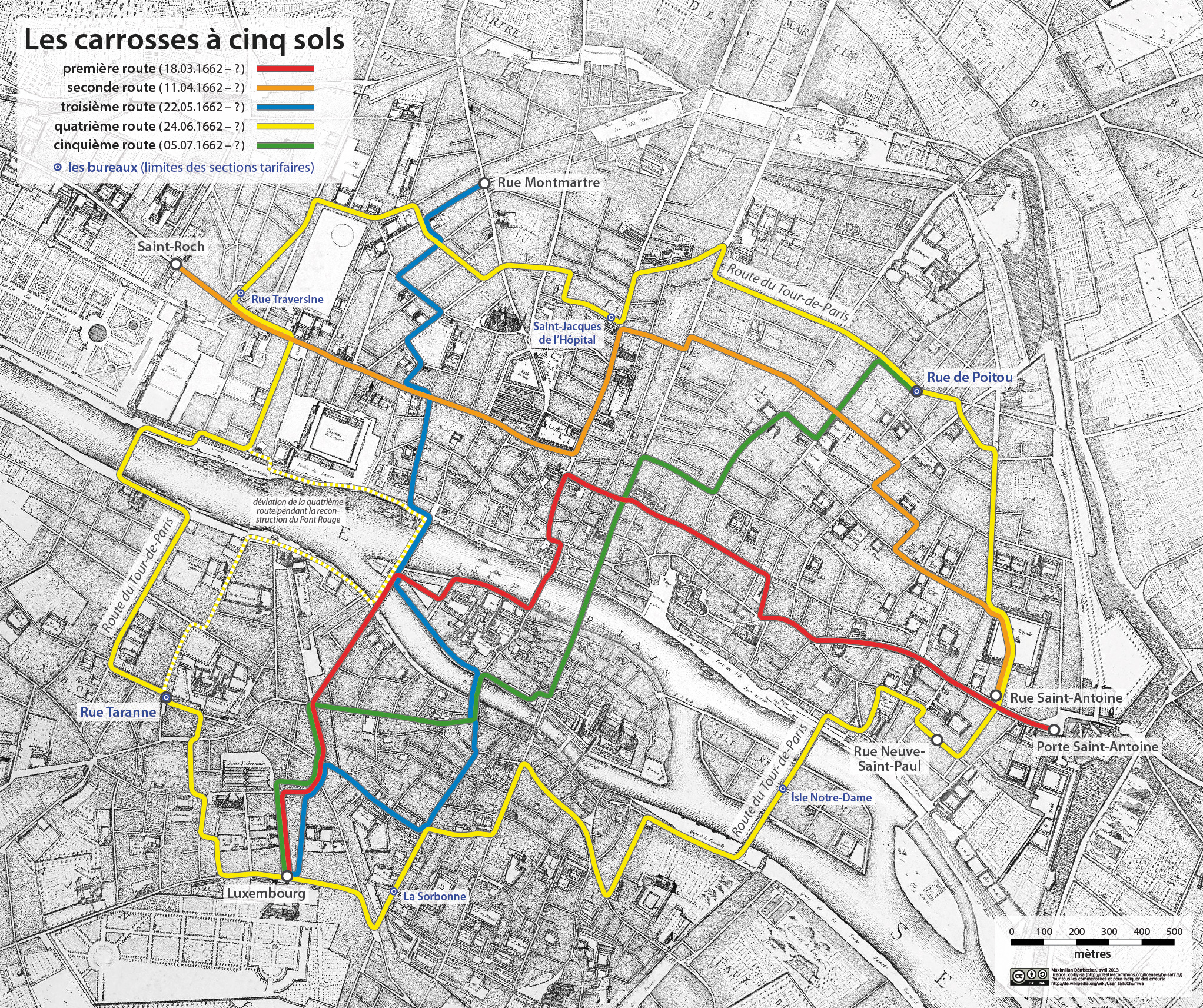
Spårkarta över femöresvagnarna.

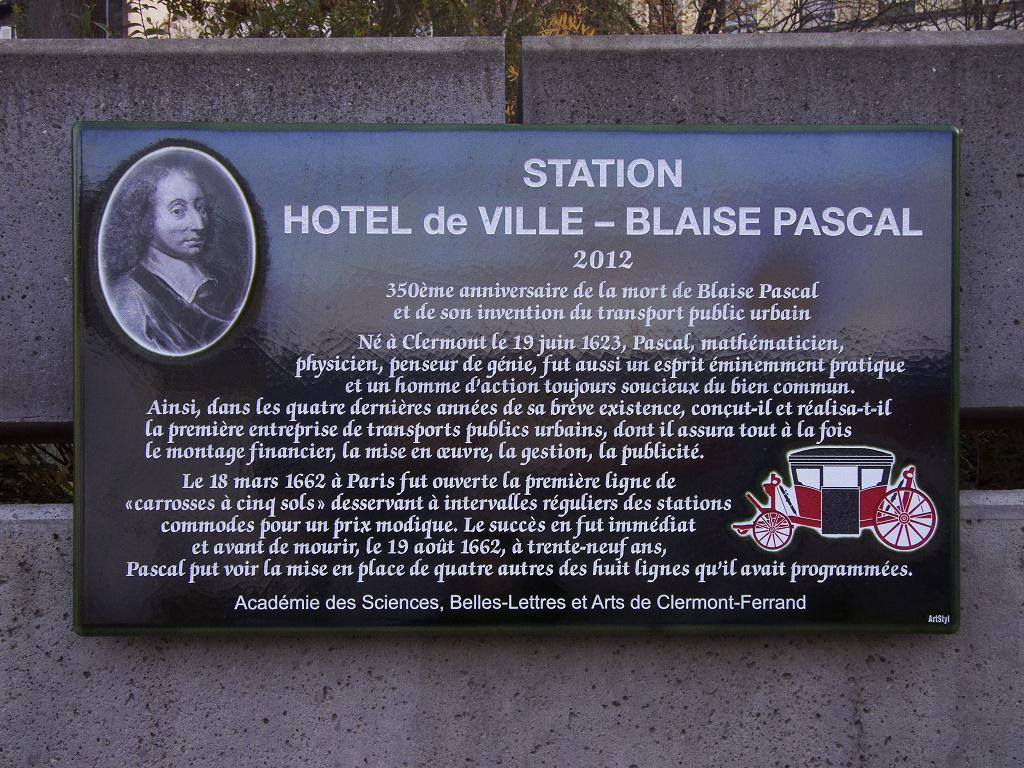
Minnesskylt vid 350-årsjubileet av Parisvagnarna. Plakatet i Clermont-Ferrand, Blaise Pascals födelseplats.

Femöresvagn, på franska carrosses à cinq sols, var en form av kollektivtrafik driven av hästar i Frankrikes huvudstad Paris. Vagnarna utgjorde den första formen av kollektivtrafik i stadsmiljö i världshistorien. Konceptet utvecklades av filosofen och matematikern Blaise Pascal. 
Fem linjer startades i flera kvarter i Paris den 18 mars 1662. Restriktioner och höjda tariffer från Paris dåvarande parlament förorsakade nedläggningen av vagnarna 1677.

## Bakgrund
Det kom att dröja fram till 1800-talet innan storskalig kollektivtrafik i stadsmiljö testades på allvar, dels på grund av begränsad storlek på städer, dels på grund av smala gatunät. Femöresvagnen utgör ett undantag, och är ett tidigt experiment med kollektiva färdmedel.
I november 1661 grundade Blaise Pascal ett sällskap tillsammans med Artus Gouffier de Roannez, guvernör och generallöjtnant i provinsen Poitou, markis de Sourches samt Pierre de Perrien, markis de Crenan. De ansöker om att skapa en verksamhet för:
| ”   | vagnar som ständigt företar sig samma resor i Paris, från ett kvarter till ett annat, det vill säga för fem öre per gång … och som åker hela tiden med samma tidtabeller, hur få som än vill åka med, till och med om det inte kommer någon, och utan att man får betala för de andra tomma platserna. | „ |
| – . | |   |

Paris under kung Ludvig XIV hade redan mer än 500 000 invånare, och var efter London världens största stad. 500 huvudgator, 100 torg eller småtorg, nio broar och 22 000 hus ingick i staden. Femöresvagnarna instiftades genom ett beslut av konungens råd den 19 januari 1662. Kung Ludvig XIV skrev under patentbreven som tillät den nya tjänsten, och därmed också företagets monopol. Efter testförsök 26 februari sattes därmed fem rutter för femöresvagnen igång.

## Linjerna
Första linjen startades 18 mars första linjen, som sammanlänkade Porte Saint-Antoine och Palais du Luxembourg, via Rue de la Verrerie, pont au Change, Pont Neuf och Rue Dauphine. 11 april öppnade den andra linjen, som sammanlänkade Rue Saint-Antoine och Rue Saint-Denis via place Royale (Place des Vosges) och Rue des Francs-Bourgeois.
2 maj startades en tredje rutt, som länkade Luxembourg och Rue Montmartre via Pont Saint-Michel, Pont Neuf och Place des Victoires. Den fjärde linjen startades 24 juni, med en cirkulär rutt. Därigenom skedde dessutom en innovation, med en avgift som berodde på hur långt man åkte. Resrutten delades in i sex sektioner särskilda av övergångar, där resenären tvingades betala fem öre per två övergångar.
Femte juli öppnade slutligen den sista linjen, som länkade samman Luxembourg och rue de Poitou via pont Notre-Dame och Rue Saint-Martin.

## Vagnarna
Fordonen drevs av fyra hästar och styrdes av en kusk och en lakej. De bestod av åtta platser, och var tunga och ofta otympliga. Därför släpptes passagerare bara av och på begäran vid hållplatser, och inte längs vägen.
Tjänsten invigdes med mycket pompa och ståt, och uppskattades av befolkningen, även om parlamentet till skillnad från kungen hade vissa synpunkter, Man menade att vagnarna delvis exkluderade "vanliga" människor till förmån för borgare och andra högt uppsatta, något som förorsakade visst misstycke och manifestationer av folk. När priset höjdes från fem till sex öre blev vagnarna mindre populära.
Inget dokument visar på när vagnarna upphörde att verka. Vissa historiker beräknar att tjänsten upphörde inom några år.